# Fluorsid
Fluorsid S.p.A. è un'azienda italiana attiva nell'industria chimica, specializzata nella produzione e nella vendita di fluoroderivati inorganici.
La sede produttiva storica è situata a Macchiareddu, nella zona industriale di Cagliari, in Sardegna, mentre gli altri impianti e uffici sono dislocati nella penisola italiana e in Norvegia. L'azienda possiede anche una sede logistica in Bahrein.

## Storia

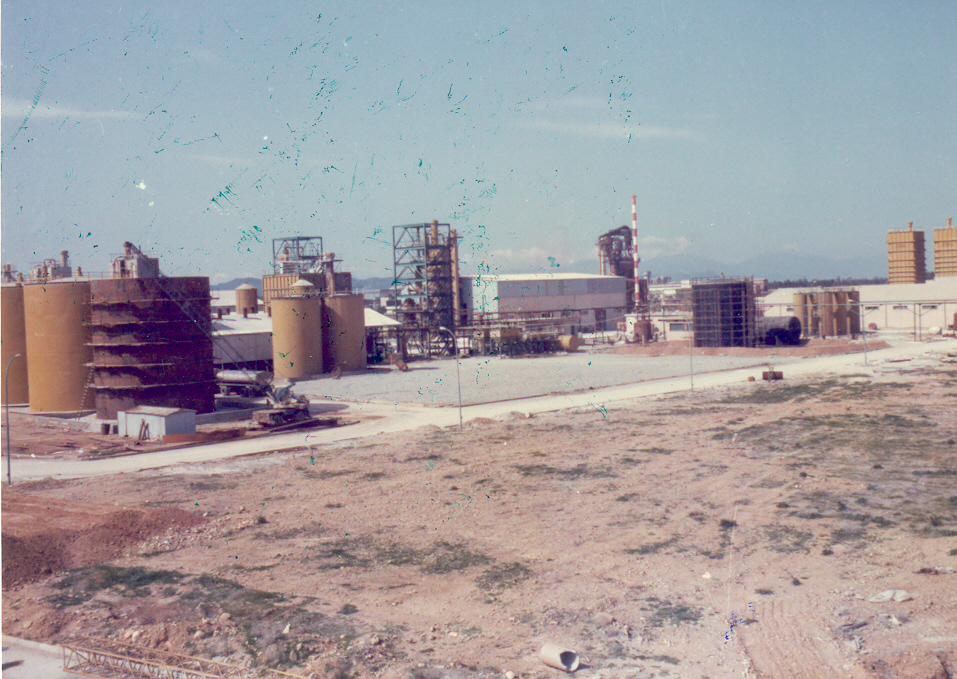
Lo stabilimento della Fluorsid a Macchiareddu (Sardegna) negli anni settanta

Storicamente, sin dai tempi del Neolitico, le popolazioni che hanno abitato la Sardegna hanno sempre sfruttato le ricchezze e varietà minerarie presenti nel suo sottosuolo. Tali attività estrattive crebbero notevolmente a cavallo tra l'Ottocento e il Novecento: nel 1850 si contavano più di 250 concessioni minerarie. Questo periodo fu dominato dall'estrazione del piombo e dello zinco che fece la fortuna dell'Arburese, dell'Iglesiente e della Baronia di Siniscola. Il settore però andò in crisi dopo il secondo dopoguerra e tante di queste miniere vennero chiuse o ridimensionate. Contrariamente però nello stesso periodo ci fu un boom nel settore dell'estrazione del fluoro e del bario, soprattutto nella zona del Gerrei. Fu così che tanti imprenditori, sostenuti dalla Regione Autonoma della Sardegna attraverso l'Ente Minerario Sardo, scelsero di investire in questo nuovo business, tra cui il conte Carlo Enrico Giulini che già nel 1953 ottenne le prime concessioni minerarie e pochi anni dopo, il 17 aprile 1969, fondò la società denominata Fluorsid con base nella miniera di Genna Tres Montis, nel comune di Silius, e specializzandosi nella produzione di criolite sintetica e del fluoruro di alluminio. L'azienda costruì subito, a Macchiareddu, un impianto di essiccamento e di insaccamento della fluorite nonché uno di bricchettazione della stessa per uso siderurgico e iniziano a progettare anche l'impianto per la produzione di fluoroderivati come l'acido fluoridrico e appunto il fluoruro di alluminio con processo a umido, messo in atto nel 1972. Tale processo verrà utilizzato fino al 1988, quando si decise di passare alla produzione a secco.
Alla fine degli anni ottanta però emerse il problema dell'allargamento del buco nell'ozono e i clorofluorocarburi vennero considerati i principali responsabili e alcuni di questi composti vennero banditi dal protocollo di Montréal del 1987. Ciò però determinò una forte crisi nell’industria chimica legata alla produzione di floruri (in particolare l’acido fluoridrico), per cui anche la miniera di Silìus entrò in crisi. La Regione Autonoma della Sardegna decise quindi di scorporare il settore estrattivo da quello produttivo e commerciale, prendendosi in carico il primo aspetto e contribuendo all'80% del capitale delle miniere nel Gerrei. Dal 1990 quindi Fluorsid lasciò Silius e si occupò principalmente della produzione e della commercializzazione dei fluoroderivati iniziando ad acquistare la materia prima anche da altre miniere nel mondo, come in Sudafrica, Marocco e Cina. Nel 2006 il 100% delle materie prime era di importazione.
Non viene comunque abbandonata la Sardegna, anzi si procede all'ampliamento del sito industriale di Macchiareddu, nella zona industriale di Assemini, alle porte di Cagliari: nel 2002 viene infatti avviato l'impianto di acido solforico con la produzione di vapore a energia elettrica, e contemporaneamente nel nuovo millennio l'azienda incomincia a crescere, internazionalizzarsi e acquisire altre società del settore, anche grazie all'arrivo nel 2005 di Tommaso Giulini, figlio del fondatore il conte Enrico, che nel 2005 ereditò il controllo della società. Con la chiusura delle miniere sarde infatti l'obiettivo fu quello di sfruttare l’energia prodotta in loco e contemporaneamente aumentare le capacità produttive, puntare sulle tecnologie innovative e diversificare la produzione puntando al comparto dell’alluminio e cercando nuovi sbocchi nei mercati arabi e del Golfo Persico.
Nel 2010 infatti viene acquisita ICIB, al tempo leader italiana nel mercato dell'acido fluoridrico in soluzione e dell'anidride sintetica. Nel 2016, con un investimento pari a 12,5 milioni di euro, viene acquisita l'azienda norvegese Noralf, con il secondo maggiore impianto europeo per la produzione di fluoruro di alluminio. Nel 2018 viene acquisito il 50% di Simplis Logistics, la piattaforma logistica in Bahrein per il commercio nei mercati asiatici.
In Italia nel 2018 fa sua l'azienda chimica Alkeemia Spa e il suo impianto ex Solvay a Porto Marghera per la produzione di acido fluoridrico anidro e nel 2021 nasce la Fluorsid Deutschland, sezione tedesca nata con l'acquisizione del 50% di CF Carbons, produttrice di R22 a Francoforte, tuttavia a ottobre dello stesso anno cede a un fondo gestito dalla società d'investimento inglese Blantyre Capital Limited, sia la controllata Alkeemia, inclusi i relativi asset di pertinenza, cioè lo stabilimento di Porto Marghera, sia la partecipazione in Germania.
Dal 2019 tutte le controllate dal Gruppo Fluorsid dell'industria del fluoro vengono unificate sotto il brand di Fluorsid.

## Prodotti

Logo del GYPSOS, nome commerciale con il quale viene venduto il solfato di calcio.

L'azienda fa parte della catena del fluoro, con la produzione e la commercializzazione dei suoi derivati, destinati ai mercati dell’alluminio e degli acciai speciali, fino alla valorizzazione del sottoprodotto GYPSOS, solfato di calcio anidro (meglio conosciuto come anidrite), per il settore dell'edilizia e del cemento. La produzione di acido solforico va a servire i produttori di fertilizzanti, di detergenti sintetici e le aziende farmaceutiche.
Tra i prodotti chimici c'è il fluoruro di alluminio ad alta densità prodotto con il processo secco, l'acido fluoridrico in versione acquosa (dal 2018 al 2021 veniva prodotto anche in forma anidro nello stabilimento di Porto Marghera, poi venduto), l'acido solforico da zolfo fuso secondo il processo Double Contact Double Absorption, la criolite sintetica, il fluoruro di calcio sintetico, il solfato di calcio in varie forme (crudo, macinato o granulare) e venduto con il nome commerciale di GYPSOS. 

## Sedi e impianti di produzione

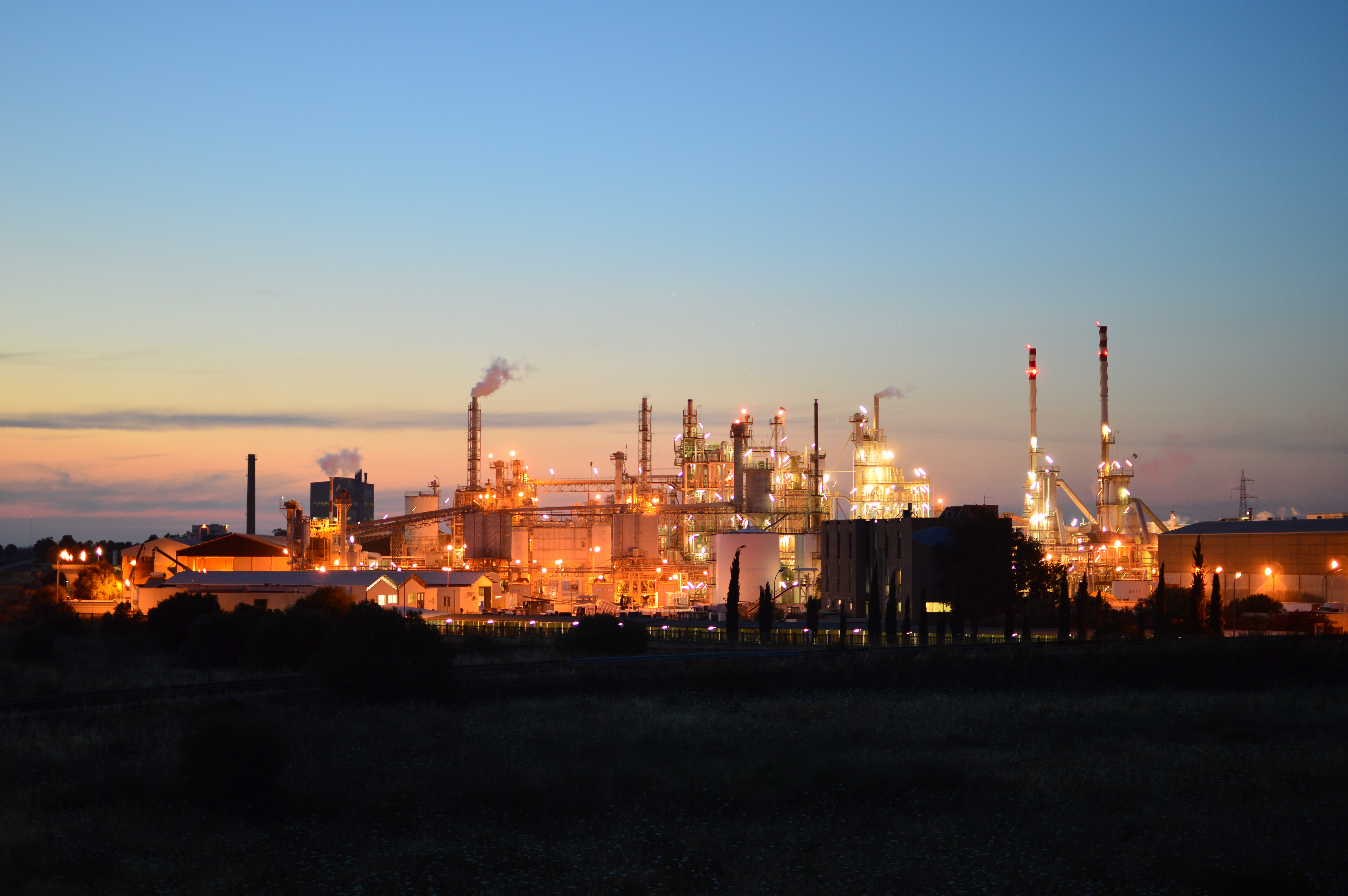
L'impianto nella zona industriale di Macchiareddu, in Sardegna

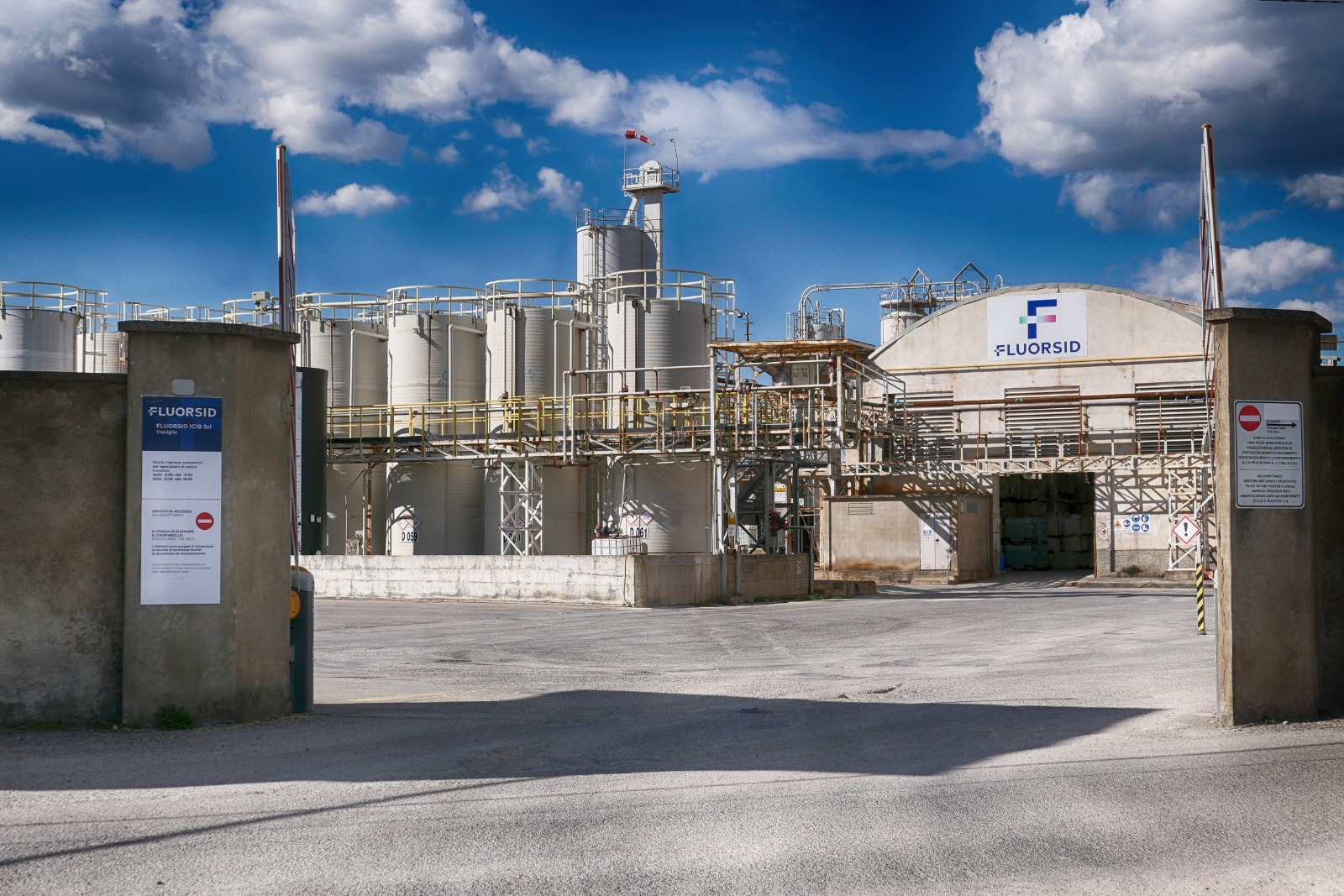
Ingresso dello stabilimento di Treviglio (Bergamo)

La sede amministrativa e il quartier generale della società sono situati a Milano in via Vegezio, nel quartiere Citylife, mentre gli stabilimenti produttivi sono disseminati in vari Paesi in Europa.
Il primo impianto dell'azienda, nonché sede legale, sorto ai tempi in cui la fluorite veniva estratta nel Gerrei, si trova a Macchiareddu (nel comune di Assemini), polo industriale alle porte di Cagliari, in Sardegna. Qui vengono prodotti il fluoruro di alluminio, l'acido solforico, la criolite sintetica, il fluoruro di calcio e il solfato di calcio a marchio Gypsos. Il fluoruro di alluminio viene prodotto in cinque linee di produzione in parallelo. Gli ultimi due costruiti, nel 2008 e nel 2013, sono dotati di reattori a doppio letto altamente efficienti. L’acido solforico è prodotto in due impianti paralleli, il primo costruito nel 2002 e il secondo, della stessa capacità, nel 2013. La materia prima per entrambi gli impianti è lo zolfo fuso della vicina Saras di Sarroch, che garantisce l’assenza di polvere pericolosa. Il processo è altamente esotermico e, grazie a un recupero di calore molto efficiente, enormi quantità di vapore vengono generate e inviate a due generatori a turbina di capacità da 5 e 7 MW che, partendo da un sottoprodotto km-zero, consentono allo stabilimento di essere autosufficiente in termini di acido solforico, vapore ed elettricità senza uso di combustibili, né emissioni di anidride carbonica né altri gas serra.
Nel 2010 il gruppo acquisì la ICIB, che dal 1949 era il principale produttore di acido fluoridrico, e si stabilì nel suo impianto di Treviglio, nell'area di Bergamo. 
Con l'acquisizione del 2013 della Noralf, è presente anche in Norvegia nello stabilimento di Odda, capace di produrre circa 40 000 tonnellate all'anno di fluoruro di alluminio.
Infine, con la partecipata Simplis Logistics, l'azienda opera a Manama, nel Bahrein, nel settore della logistica e nel trasporto dei materiali di produzione.
Nel 2018 venne acquisito da Solvay il ramo d’azienda poi denominato Fluorsid Alkeemia e contemporaneamente si stabilì nell'impianto di Porto Marghera, nella zona industriale di Venezia, uno dei maggiori produttori di acido fluoridrico, in forma sia anidra sia acquosa, e dei fluoroderivati (solfato di calcio). L'impianto veneto aveva una superficie di 125 mila metri quadrati e ogni anno venivano prodotte 27 000 tonnellate di acido fluoridrico anidro e 100 000 tonnellate di solfato di calcio. Nel febbraio del 2021 venne stato selezionato dal Ministero dello Sviluppo Economico per un Progetto di interesse comune dell'Unione europea per lo sviluppo di celle e sistemi di batteria innovativi al litio. La controllata e lo stabilimento vennero venduti nell'ottobre 2021.
Nel 2021 con la nascita di Fluorsid Deutschland la società approdò in Germania nello stabilimento di Höchst, nei pressi dell'Aeroporto di Francoforte sul Meno. L'impianto produceva principalmente clorodifluorometano, materia prima per molti polimeri del fluoro come il PTFE e alcuni speciali fluoroelastomeri. La capacità produttiva dell’impianto era di circa 24 000 MT all'anno ed era gestita attraverso il partner Nouryon, originario proprietario del sito. Nello stesso anno, assieme alla vendita della controllata Alkeemia ci fu la cessione della partecipazione al 50% in CF Carbons che terminò le attività in terra tedesca.

## Vicende giudiziarie
Nel maggio 2017 Fluorsid fu al centro di una indagine per disastro ambientale che coinvolse anche i suoi vertici con accuse di associazione per delinquere e reati ambientali, al termine della quale l’azienda e la società di riferimento furono dichiarate estranee alle condotte, non essendo le scelte tecniche assunte dai vertici di Fluorsid. Gli agenti del Corpo forestale e di vigilanza ambientale sequestrarono due aree contenenti materiali inquinanti: una di tre ettari, accanto allo stabilimento della Fluorsid di Macchiareddu, in Sardegna, dove erano presenti cumuli di materiali stoccati all’aperto e una di cinque ettari in località Terrasili nel comune di Assemini destinata allo stoccaggio di materiali vari. L'ordinanza contestava la presenza di una contaminazione per dispersione di polveri nocive contenenti fluoro, contaminazione del terreno per diffusione di polveri di fluoro, poi andate a finire sui pascoli, e delle falde da metalli pesanti e composti inorganici, e contaminazione da fluoro degli allevamenti di Macchiareddu. L'indagine si chiuse nel dicembre 2018 portando a 15 il numero degli indagati, poi saliti a 22 includendo dirigenti degli enti pubblici di controllo.
Il 26 giugno 2019 l'azienda presentò un piano di investimenti di circa 22 milioni di euro per ammodernare l’area attorno allo stabilimento di Macchiareddu e migliorare ulteriormente il rispetto della sicurezza ambientale. Il 25 luglio dello stesso anno 11 dei 22 indagati patteggiarono una condanna a 23 mesi di reclusione (ma con la pena sospesa) e 7 000 euro di multa per inquinamento, disastro ambientale e smaltimento illecito di rifiuti, mentre cadde l’accusa di associazione per delinquere. Il 18 dicembre 2019 si chiuse definitivamente la causa con l'archiviazione delle posizioni dei restanti 11 indagati, tra dirigenti di Fluorsid (tra cui il presidente del Cagliari Calcio e dell'azienda stessa Tommaso Giulini) e delle sue partecipate e dirigenti della Azienda per la Tutela della Salute della Sardegna (l'ASL unica dell'isola) e dell'ARPAS. " La sentenza di patteggiamento, così come l’impostazione finale dell’accusa, confermarono l’estraneità di Fluorsid e dei suoi vertici rispetto alle condotte.